# Сеидов, Самед Исмаил оглы
Сеидов, Самед Исмаил оглы (азерб. Səməd İsmayıl oğlu Seyidov, род. 18 января 1964, Баку) — азербайджанский государственный деятель. Депутат Парламента Азербайджана II, III, IV, V, VI, VII созывов. Ректор Азербайджанского университета языков (2000—2015), доктор психологических наук, профессор.

## Биография
Родился 18 января 1964 года в Баку. В 1986 году окончил факультет психологии Ленинградского государственного университета.
С 1986 года работал лаборантом, старшим лаборантом, с 1990 года — преподавателем, старшим преподавателем, с 1994 года — проректором по учебной части Азербайджанского педагогического института иностранных языков.
В 1990 году защитил диссертацию на тему «Направленность личности как предпосылка творческой активности в группе» и получил степень кандидата психологических наук.
В 1995 году защитил докторскую диссертацию и получил степень доктора психологических наук. 
С 1999 года — доцент. 
С 2001 года — профессор.
Член Международной Ассоциации психологов.
Ректор Азербайджанского университета языков (30 июня 2000 — 24 ноября 2015).
5 ноября 2000 года избран депутатом Парламента Азербайджана от третьего Хатаинского избирательного округа.
Являлся председателем постоянной комиссии Парламента по международным отношениям и межпарламентским связям Парламента Азербайджана II, III, IV, V, VI, VII созывов.
Являлся постоянным представителем в ПАСЕ Парламента Азербайджана II созыва.
Руководитель межпарламентской рабочей группы Азербайджан — Чехия парламента III созыва.
Руководитель межпарламентской рабочей группы Азербайджан — США парламента IV, V, VI, VII созывов.
Руководитель азербайджанской делегации при ПАСЕ Парламента Азербайджана III, IV, V, VI, VII созывов.
Вице-президент ПАСЕ.
В 2024 году на парламентских выборах в Азербайджане, которые состоялись 1 сентября, одержал победу в Газахском избирательном округе №109. Избран депутатом Парламента Азербайджана седьмого созыва, первое заседание которого состоялось 23 сентября 2024 года.
Член Координационного совета азербайджанцев мира.
Директор общественного объединения «Центр политической психологии» (с 2016). 
Член партии «Новый Азербайджан». Член ревизионной комиссии партии.
Автор более 150 научных статей, учебников, учебных пособий, монографий.
Владеет русским, английским и французским языками.

## Награды
- Кавалер ордена Почётного легиона (2011, Франция)[10]
- Почётная грамота Совета Федерации России (2017)[11]
- Медаль «100-летие органов дипломатической службы Азербайджана» (2018)
- Медаль «100-летие АДР» (2019)
- Орден «Слава» (2024)[12]